# Pfarrkirche Grünbach am Schneeberg

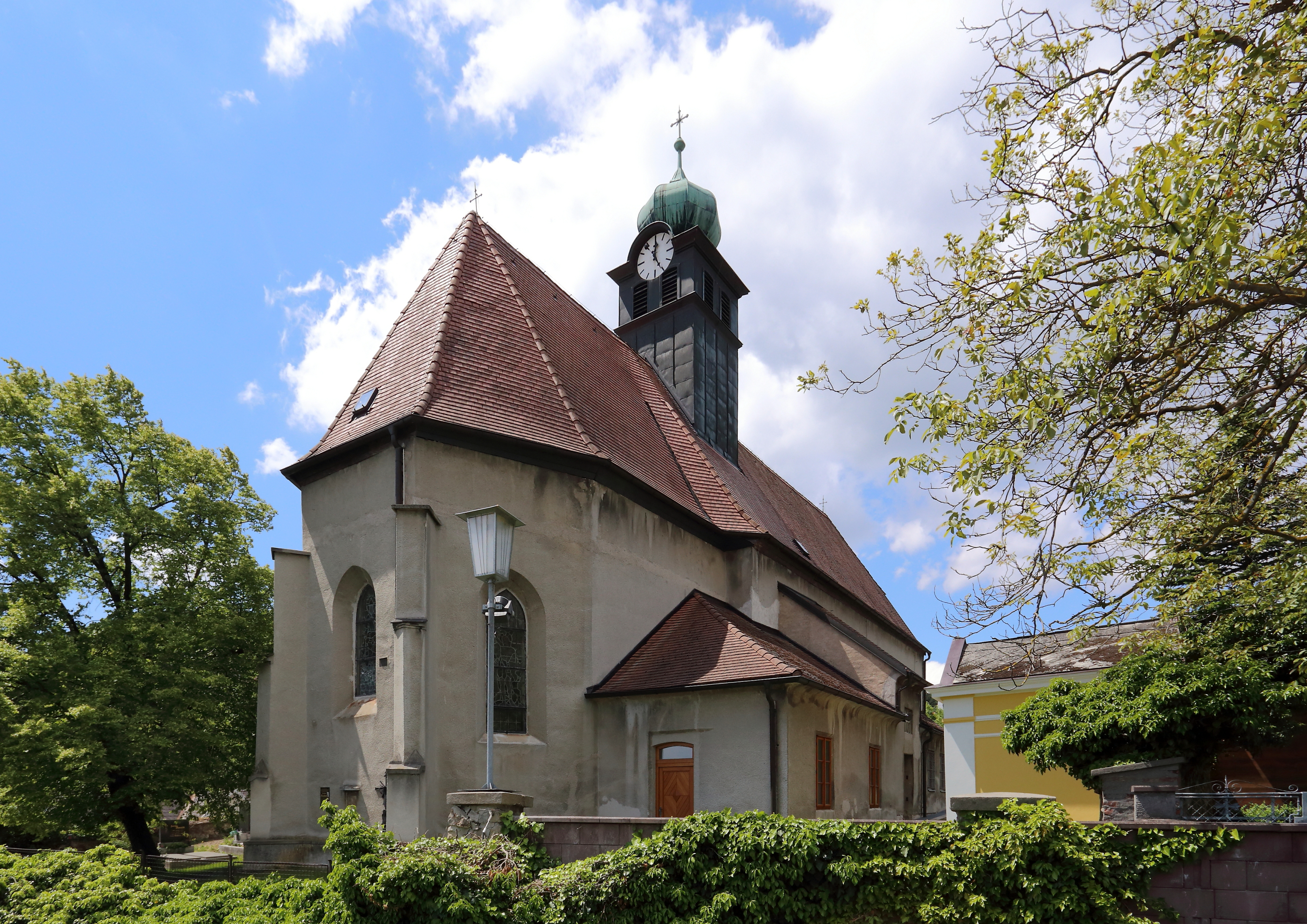
Pfarrkirche hl. Michael in Grünbach am Schneeberg

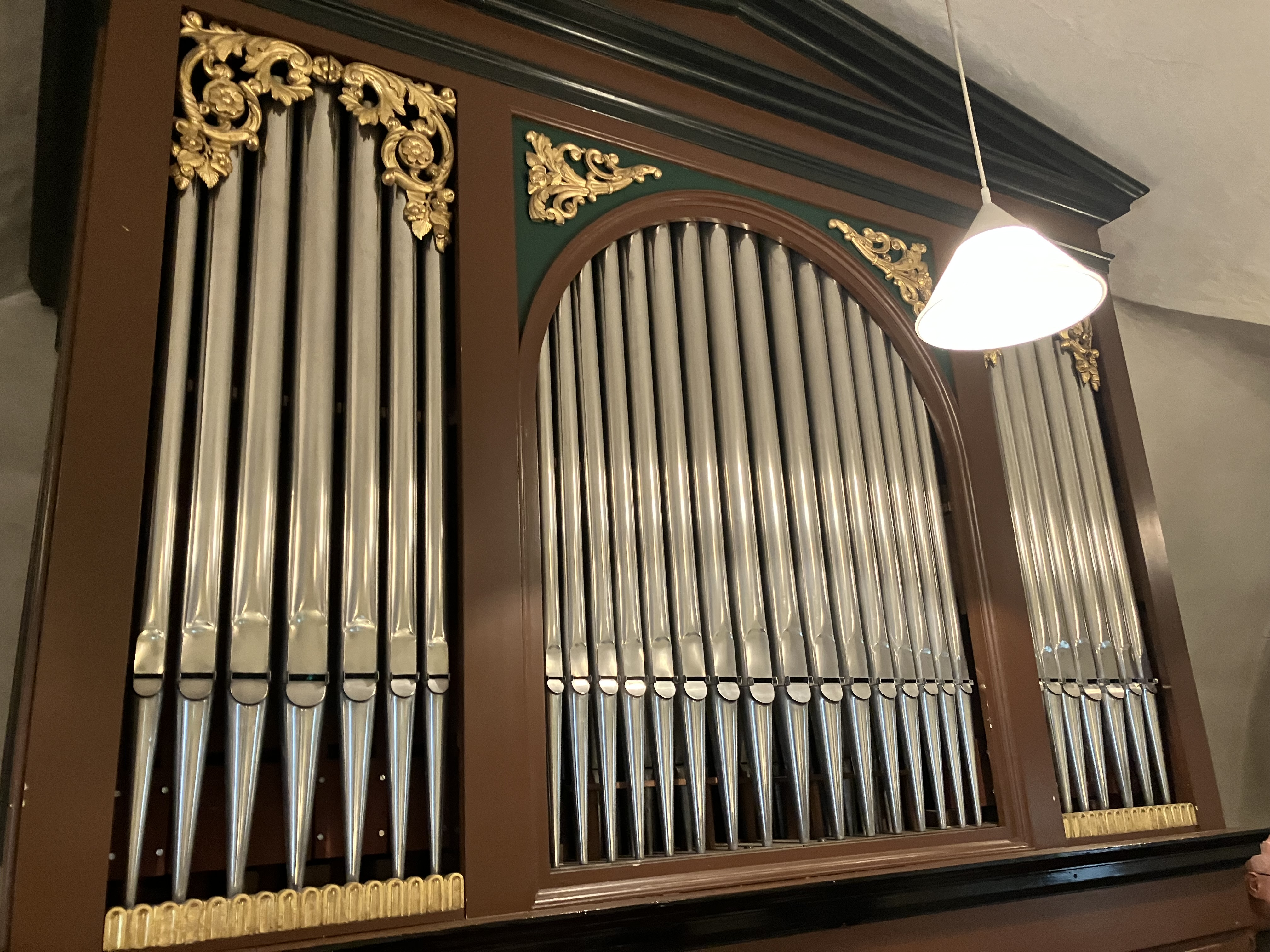
Orgel

Die römisch-katholische Pfarrkirche Grünbach am Schneeberg steht in einem ummauerten Friedhof im Ort Grünbach am Schneeberg in der Marktgemeinde Grünbach am Schneeberg in Niederösterreich. Die Pfarrkirche hl. Michael gehört zum Dekanat Neunkirchen in der Erzdiözese Wien. Die Kirche steht unter Denkmalschutz.

## Geschichte
1347 wird ein Pfarrer Martinus "pilgerimus" genannt. Bei den Türkenkriegen wurde die Kirche 1532 schwer beschädigt, 1683 leicht beschädigt, und 1726 wurden die Schäden behoben. Die Kirche gehörte bis 1783 zur Erzdiözese Salzburg, von 1783 bis 1785 zur Diözese Wiener Neustadt, und ab 1785 zur Erzdiözese Wien. Für den ursprünglichen Bau der Kirche wird  die 2. Hälfte des 12. Jahrhunderts angenommen, dem Umbauten in der 2. Hälfte des 16. Jahrhunderts und in der 1. Hälfte des 18. Jahrhunderts folgten. 1864 wurde die Westempore eingebaut. Der Triumphbogen und der Dachreiter wurden 1907 erneuert. 1979 war eine Restaurierung.

## Architektur
Kirchenäußeres
Der schlichte Kirchenbau hat an der Südfront des Langhauses romanische und am mit Strebepfeilern gegliederten Chor Spitzbogenfenster. An der Nordfront am Langhaus und Chor wurden nach 1910 eingeschoßige Anbauten mit unterschiedlichen Traufhöhen als Sakristei, Läutekammer und Beichtzimmer errichtet. Im Westen und Süden gibt es jeweils ein spätgotisches Schulterportal mit teils abgeschlagenen Bögen unter Vorbauten, welche um 1900 errichtet wurden.
Am Aufgang zur Kirche steht die Statue Christus Salvator um 1950/1960.
Kircheninneres
Das ursprünglich dreijochige Langhaus erhielt in der 2. Hälfte des 16. Jahrhunderts ein Gewölbe mit Stichkappen mit angeputzten Graten mit Nasen, wobei die Jochteilung verschliffen wurde. Im Gewölbescheitel sind vier Schlusssteine bzw. Rippenkreuze eingemauert. An den Langhauswänden sind noch abgeschlagen Dienste und stark überputzte Kapitelle erkennbar. Die Westempore ist mit einem Platzlgewölbe unterwölbt und unten mit drei unregelmäßigen Rundbögen auf oktogonalen Pfeilern zum Langhaus geöffnet. Der eingezogene rundbogige Triumphbogen zeigt sich in barocker Form auf zarten Putzpilastern. Im Chor ist die Jochteilung gleichfalls verschliffen und zeigt jetzt ein Gratgewölbe mit Rautenformationen. Der ursprüngliche Fünfachtelschluss wurde zu einem Dreiseitschluss umgeformt.
Wandmalerei zeigen in der Läutekammer den hl. Christophorus. Die Malerei am Triumphbogen Tondo mit Heilig-Geist-Taube entstand mit dem Maler Günther Scherz um 1960. An Stelle des Hochaltars findet sich ein Mosaik Erzengel Michael von Artur Heche um 1945. Die Mosaiken Christus als Auferstandener und der Kreuzweg (1942), Pietà (1943) schuf Schuller. Das Mosaik einer halbfigürliche Darstellung der Heiligen Barbara und Leonhard schufen Paul Maderbacher und Martin Fasching (1947). Die Glasmalereien, im Langhaus ornamental, im Chor figural mit Sebastian, Christus, Florian, Sakrament der Taufe, entstanden 1907.

## Ausstattung
Ein Seitenaltar als dreiteiliges Retabel von Heinrich Ludwig (1944) trägt eine Statue Maria mit Kind flankiert von Reliefs Theresia vom Kinde Jesu und Judas Thaddäus und zeigt an der Predella das Relief Fegefeuer. Die neugotische Hängekanzel schuf Alois Einspinner (1895). Ein monumentales Kruzifix ist aus der 2. Hälfte des 18. Jahrhunderts. Das Taufbecken mit einer runden Schale schuf Karl Holey (1943).
Die Orgel in einem klassizistischen Gehäuse baute Franz Ullmann (1864). Eine Glocke goss Christof Packendorff (1745).